# Isabel Castañe
Isabel Castañe López (Barcellona, 10 febbraio 1946) è un'ex nuotatrice spagnola, che ha partecipato alle Olimpiadi di Roma 1960 e di Tokyo 1964, gareggiando nei 200m rana, e solo nell'evento giapponese, anche nei 400m misti.